# Abdollah Azizi
Abdollah Azizi (pers. عبدالله عزیزی) – irański zapaśnik w stylu klasycznym. Czwarty na igrzyskach azjatyckich w 1994. Zdobył brązowy medal na mistrzostwach Azji w 1993; czwarty w 1992. Trzeci w Pucharze Świata w 1990 roku.